# Hướng tới cộng hòa
Hướng tới cộng hòa (tiếng Trung: 走向共和 / Tẩu hướng cộng-hòa, tiếng Anh: Towards the republic) là một phim truyền hình chính luận do Trương Lê đạo diễn, xuất phẩm từ tháng 04 đến tháng 05 năm 2003 tại Bắc Kinh.

## Lịch sử
Vào năm 2001, để kỉ niệm 90 năm Cách mạng Tân Hợi - sự kiện vĩ đại chuyển hóa Trung Hoa quân chủ ngàn năm già cỗi thành nước cộng hòa non trẻ tiên phong Á châu, Đài truyền hình Trung ương Trung Quốc quyết định ủy thác Tổng công ty Truyền hình Quốc tế Trung Quốc chế tác một bộ phim chính luận lấy bối cảnh Trung Quốc trước và sau Cách mạng Tân Hợi để nêu bật giá trị của sự kiện lịch sử có ảnh hưởng sâu sắc tới nước Trung Hoa hiện đại này.
Ngày 08 tháng 10 năm 2001, kịch bản phim truyện Tẩu hướng cộng hòa (走向共和) chính thức được đưa vào sản xuất, đến đầu năm 2003 thì hoàn tất. Phim ra mắt khán giả toàn quốc vỏn vẹn hai tháng 04 và 05 năm 2003 với tổng công 59/68 tập. Bản phim đầy đủ chỉ được xuất khẩu ra Hồng Kông, Đài Loan và quốc tế.
Cho đến năm 2020, Tẩu hướng cộng hòa vẫn được đánh giá là đệ nhất danh tác truyền hình Trung Quốc, với kinh phí, khí tài và nhân lực vào bậc nhất điện ảnh Hoa ngữ.
- 走向共和 (Tẩu hướng cộng hòa)
- 滿清末代王朝 (Mãn Thanh mạt đại vương triều)
- 共和への道 (Cộng hòa chi đạo)
- Hướng tới cộng hòa
- На пути к республике
- Maju menuju sebuah republik
- For the sake of the republic of China, Towards the republic, The way to the republic

## Nội dung
Truyện phim chủ yếu xoay quanh hành trạng các nhân vật Từ Hi thái hậu, Quang Tự hoàng đế, Khang Hữu Vi, Viên Thế Khải, Tôn Trung Sơn.
Sắp tới tiết khánh thọ lần thứ 60, Từ Hi hoàng thái hậu tất bật tu bổ Di Hòa viên. Trong khi đó, trọng thần Lý Hồng Chương ngày đêm lo hải quân Nhật Bản đang mỗi lúc trở thành nguy cơ đối với dải duyên hải miền Đông. Ông quyết tâm lập "hải phòng quyên" và phái người đi khắp nơi vay tiền ngoại quốc nhằm cải tiến Hạm đội Bắc Dương vốn đã rất lạc hậu.
Chiến tranh Giáp Ngọ nổ ra, toàn bộ Hạm đội Bắc Dương bị tiêu diệt, buộc Lý Hồng Chương phải kí điều ước Mã Quan. Từ đây bắt đầu thời kì Trung Quốc mất chủ quyền, triều Thanh không còn cứu vãn nổi nền quân chủ nữa và dần phải dọn đường cho nước cộng hòa khai sinh.

### Sự kiện
- Dương vụ vận động
- Mậu Tuất biến pháp
- Nghĩa hòa đoàn vận động
- Bát quốc liên quân chi dịch
- Canh Tí tân chính
- Lập hiến vận động
- Đinh Mùi chính triều
- Tân Hợi kách mệnh
- Vụ ám sát Tống Giáo Nhân
- Nhị thứ kách mệnh
- Trung Hoa đế quốc thành lập
- Trương Huân phục tịch

### Nhân vật
| Chính          | Tài tử       | Chú                                                                               |
| Từ Hi thái hậu | Lữ Trung     | Nhân vật nắm thực quyền cuối cùng triều Thanh.                                    |
| Lý Hồng Chương | Vương Băng   | Văn Hóa điện đại học sĩ, Bắc Dương thông thương đại thần, quyền tổng đốc Trực Lệ. |
| Viên Thế Khải  | Tôn Thuần    | Đại sứ Thanh quốc tại Triều Tiên.                                                 |
| Tôn Văn        | Mã Thiếu Hoa | Lãnh tụ đảng cách mạng.                                                           |

| Phụ            | Tài tử           | Chú                                                                           |
| Từ Tích Lân    | Trạch Vân Bằng   | 革命黨人，安慶起義敗後從容赴義。                                              |
| Trương Chấn Võ | Châu Ba          | 武昌起義首義者之一。                                                          |
| Lý Quang Chiêu | Mã Duy Phúc      | 欲藉修園工程大發橫財的投機份子。                                              |
| Thẩm Ngọc Anh  | Hàn Tái Phân     | Viên Thế Khải đại di thái, xuất thân kĩ nữ.                                   |
| Dương Thúy Hỉ  | Đường Hòa Hương  | Danh đào Thanh mạt Dân sơ.                                                    |
| Tôn Mi         | Mễ Quốc Cường    | Tôn Văn trưởng huynh, đem hết gia sản tư trợ cho nghiệp cách mạng của cậu em. |
| Đàm thị        | Tôn Thiếu Lệ     | Tôn Mi phu nhân.                                                              |
| Tống Gia Thụ   | Vương Truyền Hải | 宋慶齡之父，清末傳教士，鼎力金援革命活動。                                    |
| Vương A Phát   | Hồng Tông Nghĩa  | 宋教仁遇刺案的線人。                                                          |
| La Văn         | Triệu Lập Tân    | 參議院議員。                                                                  |
| Điền Mạt       | Liễu Uyên        | Kí giả Dân Quốc thời báo.                                                     |

- Thanh quốc

| Nội đình          | Tài tử         | Chú                                             |
| Quang Tự đế       | Lý Quang Khiết | Hoàng đế thứ 11 triều Thanh, ở ngôi chỉ làm vì. |
| Long Dụ hoàng hậu | Khương Nam     | Chính thất Quang Tự.                            |
| Trân phi          | Asiru          | Thiếp của Quang Tự.                             |
| Tuyên Thống đế    | Vương Bồi Văn  | Hoàng đế cuối cùng triều Thanh.                 |
| Lý Liên Anh       | Lý Vĩnh Quý    | Thái giám tổng quản của Từ Hi thái hậu.         |
| Tiểu Đức Trương   | Mã Thiếu Ninh  | Thái giám của Long Dụ hoàng hậu.                |

| Trọng thần                     | Tài tử                            | Chú                                                                                |
| Dịch Hân                       | Trịnh Thiên Dung                  | Cung thân vương, lĩnh ban quân cơ đại thần kiêm tổng lý nội các đại thần.          |
| Dịch Huyến                     | Tiền Học Cách                     | 醇親王，海军衙门总理大臣。                                                         |
| Thuần Hiền thân vương phúc tấn | Vương Thụy Hồng                   | 劇中將她與載灃生母劉佳氏合併為一人。                                               |
| Dịch Khuông                    | Từ Mẫn                            | 慶親王，清末首任內閣總理。                                                         |
| Tải Phong                      | Cao Điền Hạo (già) Đồng Lạc (trẻ) | 嗣醇親王，宣統朝攝政王，溥儀生父。                                                 |
| 載振                           | 姚潤昊                            | 慶親王之子，典型的紈絝子弟。                                                       |
| 載澤                           | 郝柏傑                            | 镇国公，改革派、立憲派人物。                                                       |
| 榮祿                           | 戈治均                            | 文华殿大学士，军机大臣。                                                           |
| 張之洞                         | 廖丙炎                            | 湖廣總督，洋务派领袖，漢陽鐵廠創辦人。                                             |
| 翁同龢                         | 張炬                              | 光绪帝师，戶部尚書兼军机大臣。                                                     |
| 閻敬銘                         | 尚印泉                            | 戶部尚書，因諫阻慈禧重修圓明園而遭罷職。                                           |
| 瞿鸿禨                         | 鄭天庸                            | 军机大臣。                                                                         |
| 徐桐                           | 王洪濤                            | 体仁阁大学士，晚清守舊派的代表人物。                                               |
| 徐承煜                         | -{于}-雷                          | 徐桐之子，與其父一樣守舊。                                                         |
| 丁汝昌                         | 王明智                            | 北洋水師提督，甲午戰爭重要軍事人物，戰敗後自殺。                                   |
| 劉步蟾                         | 張原榮                            | 定遠艦管帶，留英學生見習海軍學成歸國，甲午戰爭重要軍事人物，戰敗後自殺。           |
| 林泰曾                         | 魏德山                            | 鎮遠艦管帶，留英學生見習海軍學成歸國，甲午戰爭重要軍事人物，戰敗後自殺。           |
| 鄧世昌                         | 蘇茂                              | 致遠艦管帶，甲午戰爭重要軍事人物，壯烈殉國。                                       |
| Lâm Vĩnh Thăng                 | Dương Tăng Nguyên                 | 經遠艦管帶，留英學生見習海軍學成歸國，甲午戰爭重要軍事人物，壯烈殉國。             |
| Phương Bá Khiêm                | Hồng Tông Nghĩa                   | 濟遠艦管帶，留英學生見習海軍學成歸國，甲午戰爭重要軍事人物，因臨陣脫逃，就地正法。 |
| Thiết Lương                    | Giả Nhất Bình                     | 軍機大臣，陸軍部尚書。                                                             |
| Lương Bật                      | Kim Hoa                           | 清末立憲派大臣，宗社黨首領，後遭革命黨人彭家珍炸死。                               |
| 剛毅                           | 趙順增                            | 清末軍機大臣，甲午戰爭的主戰派，反對戊戌變法，亦為義和團事件禍首之一。             |
| 毓賢                           | 徐家忠                            | 義和團事件禍首之一。                                                               |
| 廕昌                           | 宋濤                              | 清末陆军大臣。                                                                     |
| 端方                           | 劉國光                            | 湖南巡撫，立憲派人物。                                                             |
| 瑞澂                           | 吳爾甫                            | 清末湖廣總督，因鎮壓革命不力，狼狽而逃。                                           |
| 盛宣懷                         | 溫海波                            | 工部左侍郎，清末實業家。                                                           |
| 張謇                           | 劉偉明                            | 清末狀元，主張「實業救國」。                                                       |
| 岑春煊                         | 胡龍吟                            | 甘肅布政使、郵傳部尚書，奕劻及袁世凱的對頭。                                       |
| 孫家鼐                         | 曾靜                              | 光緒帝師，甲午戰爭的主和派。                                                       |
| 譚鍾麟                         | 賈韻彤                            | 清末兩廣總督，任內鎮壓第一次廣州起義。                                             |
| 蔣士瑆                         | 劉義                              | 彈劾奕劻存鉅款於外國銀行的御史。                                                   |
| 朱寶奎                         | 高玉慶                            | 清末郵政、鐵路管理官員。                                                           |
| 江春霖                         | 魏德山                            | 監察御史，多次彈劾袁世凱。                                                         |
| 趙啟霖                         | 賈兆冀                            | 監察御史，因彈劾楊翠喜案而聲名大噪。                                               |
| 王照                           | 劉禹佟                            | 禮部主事，支持戊戌變法。                                                           |
| 吳毓鼎                         | 董丹軍                            | 瞿鴻禨的學生，原型惲毓鼎。                                                         |
| 辜鴻銘                         | 田小潔                            | 張之洞幕僚，學貫中西，堪稱清末怪傑。                                               |
| 恩銘                           | 張孟星                            | 安徽巡撫，任內大力推行新政，後遭下屬徐錫麟行刺致死。                               |
| 程德全                         | 曹琨其                            | 清末江蘇巡撫，辛亥革命爆發後，宣布江蘇獨立，並自任都督。                           |
| Ngũ Đình Phương                | Ngô Nhĩ Phủ                       | 李鴻章幕僚，首位取得外國律師資格的華人。                                           |
| Mã Anh Tuấn                    | Hàn Anh Quần                      | 淮軍舊部，因違反軍紀而被袁世凱處死。                                               |

| Duy Tân phái    | Tài tử          | Chú |
| Đàm Tự Đồng     | Tùy Trữ Dương   | 清末維新派人士，戊戌六君子之一，維新期間為光緒重用於軍機處，事敗被判斬刑於北京菜市口。                                                 |
| Lâm Húc         | Sài Minh Dương  | 清末維新派人士，戊戌六君子之一，維新期間為光緒重用於軍機處，事敗被判斬刑於北京菜市口。                                                 |
| Dương Thâm Tú   | Nhậm Minh Sinh  | 清末維新派人士，戊戌六君子之一，維新期間為光緒重用於軍機處，事敗被判斬刑於北京菜市口。                                                 |
| Dương Nhuệ      | Viên Thế Long   | 清末維新派人士，戊戌六君子之一，維新期間為光緒重用於軍機處，事敗被判斬刑於北京菜市口。                                                 |
| Khang Hữu Phổ   | Hứa Vĩnh Chương | 清末維新派人士，戊戌六君子之一，維新期間為光緒重用於軍機處，事敗被判斬刑於北京菜市口。                                                 |
| Lưu Quang Đệ    | Từ Bảo Quốc     | 清末維新派人士，戊戌六君子之一，維新期間為光緒重用於軍機處，事敗被判斬刑於北京菜市口。                                                 |
| Khang Hữu Vi    | Tôn Ninh        | 维新派领袖，主張君主立憲，曾受光緒陛見於朝堂上，反專制，亦反共和、反革命，為戊戌變法之首腦，失敗後流亡國外組建保皇会，後力挺張勳復辟。 |
| Lương Khải Siêu | Trương Hàm      | 康有為弟子，戊戌變法的主要人物之一。                                                                                                   |

- Dân quốc

| Bắc Dương quân    | Tài tử           | Chú                                                                  |
| Lê Nguyên Hồng    | Thái Vĩ          | 副總統，袁死後繼任大總統。                                           |
| Viên Thế Khải     | Trịnh Ngọc       | 袁世凱盟友，北洋政府國務卿。                                         |
| Đường Thiệu Nghi  | Vương Vũ         | 首任國務總理。                                                       |
| Triệu Bỉnh Quân   | Lý Ngật          | 第三任國務總理，宋教仁案的嫌疑人。                                   |
| Vương Sĩ Trân     | Vương Nghinh Kì  | 「北洋三杰」之一，北洋政府陸軍總長，馮國璋當政時被委為內閣總理。     |
| Đoàn Kì Thụy      | Mã Luân          | 「北洋三杰」之一，北洋政府皖系首領，北洋政府國務總理，後為臨時執政。 |
| Phùng Quốc Chương | Diêu Cương       | 「北洋三杰」之一，北洋政府直系首領，黎元洪辭職後任代理總統。         |
| Tào Côn           | Quách Hoành Kiệt | 北洋政府直系首領，以賄選得任大總統而受世人所譏。                     |
| Trương Huân       | Dương Quang Hoa  | 北洋軍閥，丁巳復辟的策動者。                                         |
| Dương Độ          | Trần Khang       | 立憲派人士，袁世凱幕僚，組織籌安會推動洪憲帝制。                     |
| Dương Sĩ Kì       | Vương Huy        | 袁世凱幕僚，支持洪憲帝制。                                           |
| Tào Nhữ Lâm       | Doanh Phong      | 清末留學生，袁世凱親信。                                             |
| Trình Bích Quang  | Lưu Siêu         | 北洋政府海軍總長。                                                   |
| Thái Đình Cán     | Tôn Lượng        | 北洋政府海軍將領。                                                   |
| Thái Ngạc         | Dương Mãnh       | 雲南都督，發動護國戰爭討袁。                                         |
| Viên Khắc Định    | Miêu Cường       | 袁世凱長子，以順天時報之名偽造輿論欺矇其父。                         |
| Viên Khắc Văn     | Tưởng Nhất Minh  | 袁世凱次子。                                                         |
| Đoàn Chi Quý      | Quốc Văn Học     | 北洋政府軍事將領，以坤伶楊翠喜行賄載振而謀官。                       |
| Mạnh Ân Viễn      | Quách Minh Hàn   | 北洋政府軍事將領，原沈玉英妓院的狎司。                               |
| Ưng Quế Hinh      | Dương Tuấn Dũng  | 江蘇巡查總長，刺殺宋教仁的主兇。                                     |

| Kách mệnh quân  | Tài tử           | Chú                                                                |
| Hoàng Hưng      | Lý Truyền Anh    | 與孫文並肩的民主革命家。                                           |
| Tống Giáo Nhơn  | Kiều Lập Sinh    | 中國國民黨的主要籌建人之一，倡導責任內閣制，積極推行憲政的政治家。 |
| Trần Thiếu Bạch | Lưu Trọng Nguyên | 興中會的組織人之一。                                               |
| Dương Cù Vân    | Thoát Nhất Nhiên | 興中會領袖，後被清廷暗殺。                                         |
| Lục Hạo Đông    | Trịnh Xuân Vũ    | 孫文同鄉，於廣州起義時犧牲。                                       |
| Trịnh Sĩ Lương  | Vương Kính Vũ    | 興中會成員，後被清廷暗殺。                                         |
| Trình Uất Nam   | Trịnh Cường      | 孫文同鄉，創辦《檀山新報》鼓吹革命。                               |
| Tống Khánh Linh | Thạch Giai Lệ    | Tôn Văn phu nhân.                                                  |
| Thái Nguyên Bồi | Vu Lôi           | 近代革命家、教育家。                                               |

- Ngoại quốc

| Quốc tế                | Tài tử            | Chú                              |
| Alfred von Waldersee   | J. René Godin     | Bát quốc liên quân tổng tư lệnh. |
| George Ernest Morrison | Jonathan Kos-Read | Kí giả Anh quốc thời báo.        |
| Theodore Roosevelt     | Hans              | Tổng thống Mĩ thứ 26.            |
| Heinrich               | Daburton          | Chuyên gia lò cao Phổ.           |

| Nhật Bản         | Tài tử              | Chú                                      |
| Meiji hoàng đế   | Yano Koji           | Nhật hoàng thứ 122.                      |
| Itō Hirobumi     | Yasuyuki Hirata     | Nhật Bản nội các tổng lý đại thần.       |
| Itō Sukeyuki     | Fumpei Kawamura     | 日本聯合艦隊司令長官。                   |
| Mutsu Munemitsu  | Kuwana Yu           | Nhật Bản ngoại vụ đại thần.              |
| Komura Jutarō    | Hidesumi Kamiya     | 日本駐華公使，代表日本簽訂《辛丑條約》。 |
| Saigō Jūdō       | Aki Hoshino         | Nhật Bản hải quân đại thần.              |
| Fukuzawa Yukichi | Kobayashi Ryo       | Học giả Nhật Bản, tác giả Thoát Á luận.  |
| Shōkichi Umeya   | Hà Nguyên Khải Minh | Bằng hữu người Nhật của Tôn Văn.         |
| Nomura           | Miura Kenichi       | Nhật Bản hải quân lục chiến tướng quân.  |
| Junko            | Ichikawa Asako      | Bạn gái Nomura.                          |

## Văn hóa

### Kĩ thuật
Phim được thực hiện chủ yếu tại Bắc Kinh, Thiên Tân, Hà Bắc, Sơn Đông và Hồ Nam giai đoạn 2001-3.
- Ca khúc chủ đề: Niên khinh đích hướng vãng (年輕的嚮往)
Soạn: Từ Bái Đông
Diễn: Tống Tổ Anh[3]

### Hậu trường
Mặc dù trong thực tế, nội dung Tẩu hướng cộng hòa dài 68 tập, nhưng khán giả Hoa lục (trừ Hồng Kông và Ma Cao) chỉ được tiếp cận 59 tập. Bộ phim được chiếu liên tục chỉ trong hai tháng 04 và 05 năm 2003 nhưng lại gây ảnh hưởng lâu dài tới công chúng và cả học giới Hoa ngữ. Trong bản phim chiếu tại Hoa lục, những đoạn có nhắc tới dân chủ và các nguyên tắc dân chủ bị kiểm duyệt lược bỏ. Đặc biệt tập 59, bài phát biểu của Tôn Văn tại Thượng Hải đại lễ đường về Tam dân chủ nghĩa và Ngũ quyền hiến pháp bị xén bớt phần lớn. Nhưng tựu trung, bằng nỗ lực thoát khỏi nếp nghĩ cũ tại Hoa lục về thời khởi thủy chế độ cộng hòa, phim mạnh dạn đề cập đến những vấn đề chính trị - xã hội bị coi là tế nhị không chỉ Trung Hoa mà cả Á châu, tới nay còn nguyên giá trị nghị luận. Đối tượng lịch sử phán xét gồm cả Trung Hoa, Nhật Bản và một số thế lực chính trị trong cờ thế Á châu đầu thế kỷ XX.
Trước thời điểm công chiếu, Đài truyền hình Trung ương Trung Quốc đầu tư 41 triệu tệ với kì vọng lập thành tích mới sau Tây du ký. Nhà đài thậm chí dàn xếp lại kế hoạch phát sóng hàng tuần sao cho tỉ lệ khán giả ngồi trước màn hình vô tuyến ở khung giờ chiếu Tẩu hướng cộng hòa được đông nhất. Tuy nhiên, theo thăm dò dư luận, cho đến khi phim kết thúc, lượng khán giả quan tâm chỉ đạt từ 3.1 đến 5.9%, tức là thấp hơn bất kì phim kinh phí thấp nào chiếu cùng thời điểm. Bù lại, trong tổng số khán giả quan tâm, có tới 78% thuộc nhóm "giáo dục cao, thu nhập cao và tuổi cao" (高學歷、高收入、高年齡). Như vậy, một bộ phim không hề có yếu tố giải trí như Tẩu hướng cộng hòa lại giành được cảm tình của giới trí thức và thượng lưu.
Năm 2014, tại một cuộc hội luận, giáo sư Trương Hải Phong - thành viên Viện Khoa học Xã hội Trung Quốc kiêm chủ tịch Hội Lịch sử Trung Quốc - tiết lộ rằng, ở thời điểm Tẩu hướng cộng hòa đang phát sóng, ông và một số sử gia Bắc Kinh đã đệ thư lên chủ tịch đương nhiệm Hồ Cẩm Đào, giải thích rằng phim có nhiều lập luận sai lạc về chính trị và lịch sử. Đáp lại, Hồ chủ tịch chỉ nói "tôn trọng ý kiến chuyên gia" (尊重專家意見). Nhưng sau đó, mọi bình luận trái chiều về bộ phim bị gỡ khỏi truyền thông và báo chí, bộ phim vẫn đều đặn được phát sóng.
Tại Việt Nam, bộ phim được VTV1 giới thiệu trong khung giờ 17:00 hàng tuần năm 2006. Mặc dù phát ở thời điểm ít tuần suất bạn xem đài nhất, nhưng phim vẫn thu hút sự quan tâm lớn của hàng ngũ học sinh, sinh viên và trí thức bởi các vấn đề chính trị - lịch sử ít nhiều có mật thiết với xã hội Việt Nam đương đại.
| “                                                                               | Mấy hôm nay tôi bận nhiều việc quá. Đi làm về chỉ có mỗi hai việc: Nghe Pink Floyd với xem phim Trung Quốc. Pink Floyd thì tuyệt hay, nghe David Gilmour solo guitar thì phê như là đang phi LSD, vô cùng ảo giác. Còn phim Trung Quốc thì cũng tuyệt hay. Tàu nó làm cái phim 'Hướng tới cộng hòa' về giai đoạn cuối thế kỷ XIX đầu thế kỷ XX. Xem mới hiểu được nỗi nhục của người Tàu vì không chịu đổi mới nên chìm trong vòng hủ lậu, bị liên quân tám nước xâm lược Bắc Kinh, tàn phá kinh đô, đòi đem cả thái hậu ra chém. Tôi lại cứ liên tưởng đến nước ta. Tại sao người Tàu dám làm phim về nỗi nhục của dân tộc mình mà ta thì không nhỉ ? Tại sao ta cứ suốt ngày chiến thắng Điện Biên với giải phóng Sài Gòn ? Theo tôi bây giờ mà làm phim về cái thời Tự Đức mất nước thì hay biết mấy. Có khi phải học biết nhục thì mới nên người được. Ở đây có ông Tiêu Dao Du viết văn sao không viết về cái thời ấy nhỉ ? Hay là sợ không ai in ? | ” |
| — Bút ký tiến sĩ Phạm Xuân Thạch, chủ nhiệm khoa Văn Học trường ĐH KHXHNV QG-HN | |   |

## Liên kết
1. ↑  方屏. 歷史大片《走向共和》撩起面紗. 當代電視, 2001(14):8-8.
2. ↑  從禁播《走向共和》看中國權力鬥爭，美國之音
3. ↑  《年輕的嚮往》。演唱者是宋祖英
4. ↑  錢乘旦. 談談大眾歷史教育的偏失. 歷史教學(下半月刊), 2003(8):5-9.
5. ↑  "影像中的"社會記憶"變遷——《安徽大學》2010年碩士論文". Bản gốc lưu trữ ngày 21 tháng 6 năm 2020. Truy cập ngày 25 tháng 7 năm 2020.
6. ↑  李文海. 《走向共和》給人們提供了什麼樣的“新的歷史觀點”?. 中國高校社會科學, 2003(6): 44-47.
7. ↑  方聞. 真是真非安在人間北看成南——《走向共和》及其引起的反響述評. 文藝理論與批評, 2003(5):4-25.
8. ↑  蕭功秦. 從《走向共和》的人物形像看歷史範式的轉換(J). 探索與爭鳴, 2003, 1(6):26-27.
9. ↑  "三大懸念決定《走向共和》走向高收視率". 東方網. ngày 15 tháng 4 năm 2003. Bản gốc lưu trữ ngày 9 tháng 9 năm 2004.
10. ↑  "《走向共和》觀眾"三高"——學歷高收入高年齡高". 新浪. ngày 19 tháng 5 năm 2003.
11. ↑  "94版三國演義走紅柬埔寨民眾家裡供奉關公". 網易. ngày 26 tháng 2 năm 2016. Bản gốc lưu trữ ngày 9 tháng 1 năm 2017.
12. ↑  何延鋒. "從電視劇《星火》取得高收視率談起". 中國電視2007年第9期.
13. ↑  "張海鵬發言：在重大意識形態問題上不能含含糊糊、遮遮掩掩". 紅歌會網. ngày 14 tháng 11 năm 2014. Bản gốc lưu trữ ngày 21 tháng 6 năm 2020. Truy cập ngày 25 tháng 7 năm 2020. {{Chú thích báo}}: Đã định rõ hơn một tham số trong |accessdate= và |access-date= (trợ giúp)
14. ↑  "張海鵬發言：在重大意識形態問題上不能含含糊糊、遮遮掩掩——從親歷的三件事說起". 紅色文化網. ngày 3 tháng 11 năm 2014. Truy cập ngày 23 tháng 2 năm 2020.

### Hán ngữ
- CCTV-電視劇頻道-電視劇《走向共和》
- 導演編劇新浪談《走向共和》——用豐滿形象描述歷史
- “走向共和”惹惱江澤民 中宣部下令嚴辦
- 樑柱. 歷史不是可以任人打扮的小姑娘——與年輕朋友談歷史劇《走向共和》. 中華魂, 2003(8) Lưu trữ ngày 25 tháng 7 năm 2020 tại Wayback Machine
- 阿憶. 《正劇·主觀敘事·藝術商品》——由59集電視連續劇《走向共和》想到. 南方電視學刊, 2003(3):84-85 Lưu trữ ngày 25 tháng 7 năm 2020 tại Wayback Machine
- 沈平. 站不住腳的理由——簡評關於《走向共和》的兩篇述評. 報刊之友, 2003(5):25-26 Lưu trữ ngày 25 tháng 7 năm 2020 tại Wayback Machine
- 蘇人. 既是正劇，就要反映歷史真實——《走向共和》觀後. 百年潮, 2003(6):79 Lưu trữ ngày 25 tháng 7 năm 2020 tại Wayback Machine

### Việt ngữ
- Thông tin tại Bách Khoa Bách Độ